# Dou Wan
Dou Wan (en chino: 竇綰) fue una dama noble durante la dinastía Han casada con Liu Sheng, príncipe de Zhongshan, un hermano del emperador Wu de Han. Su tumba fue descubierta intacta en Mancheng, y su espléndido ajuar funerario, incluyendo su traje funerario de jade, ha sido declarado tesoro nacional.

## Biografía
Dou Wan era la esposa de Liu Sheng, que, después de la Rebelión de los Siete Estados en 154 a. C., se estableció en Zhongshan, anterior territorio del rebelde reino Zhao. Se cree que falleció entre 118 y 104 a. C., pues es tema de debate si murió antes o después que su marido.

## Tumba
La tumba de Dou Wan es una de las pocas sepulturas Han que han sido encontradas sin profanar por los ladrones de tumbas. La riqueza descubierta en ella y en la de su marido el príncipe Liu Sheng no tenía precedentes cuando fueron descubiertas, con solo el entierro de Dou Wan conteniendo un total de 5.124 objetos, incluyendo materiales preciosos como jade, seda, laca, y bronce.

### Ubicación
La tumba de Dou Wan se localiza en la pendiente oriental de una colina conocida localmente como Lingshan, que se encuentra al suroeste del condado de Mancheng, en el centro de la provincia de Hubei, al este de los Montes Taihang. En tiempos de la dinastía Han, esta área era parte del condado de Beiping en el del norte del Estado Zhongshan. La tumba de Dou Wan se encuentra 120 m al norte de la de su marido, y otros 18 miembros de la familia de Liu Sheng fueron enterrados en la pendiente sur de Lingshan.

### Descubrimiento
Los arqueólogos excavaron la tumba de Liu Sheng en 1968. Al terminar la excavación, notaron señales de corte en la piedra en otro cerro unos 100 m al norte. Las excavaciones de prueba revelaron la presencia de otra tumba grande y nuevas excavaciones se llevaron a cabo de agosto a septiembre de 1968.

### Estructura de la tumba

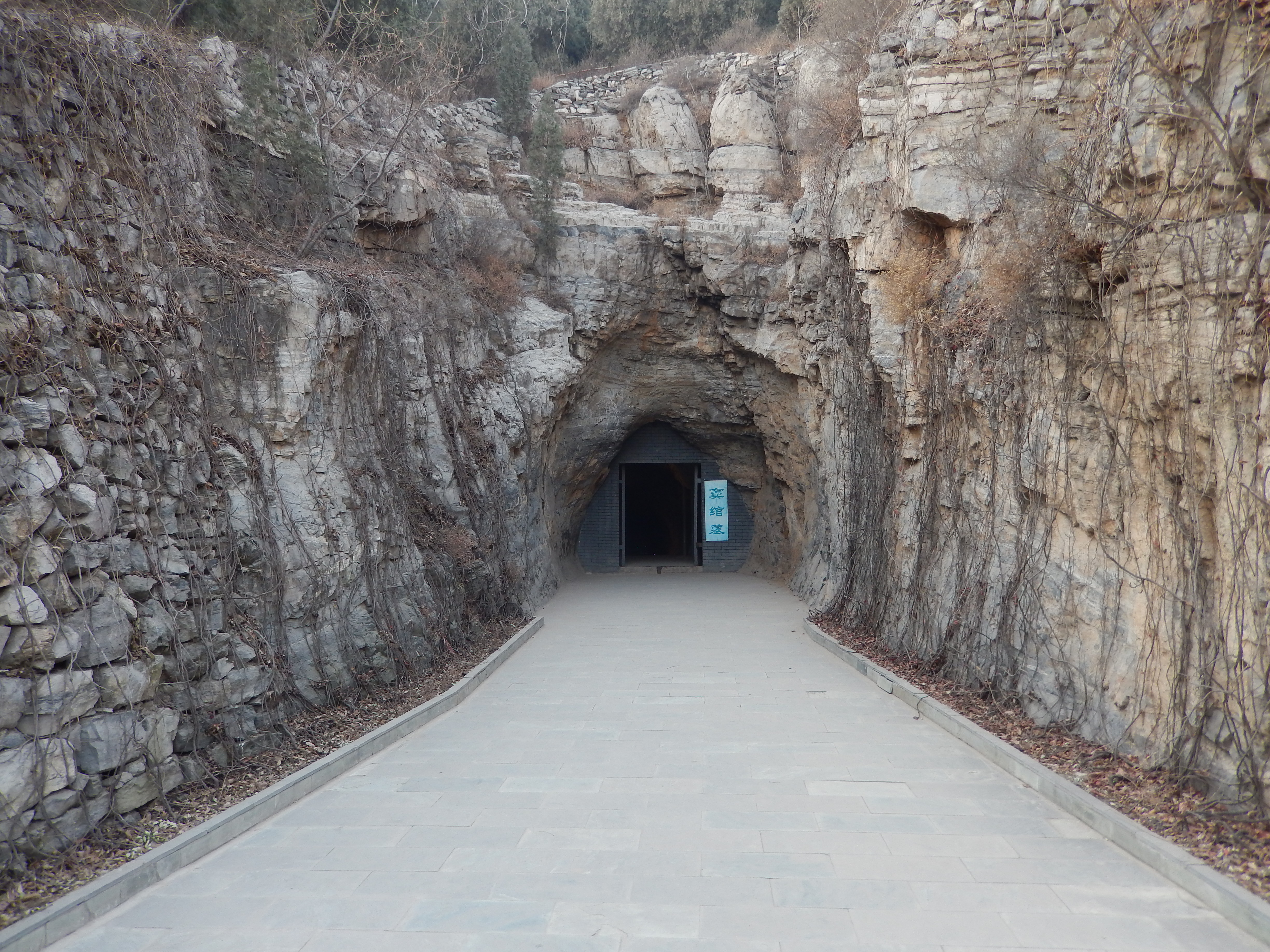
Entrada a la tumba de Dou Wan.

Dou Wan fue enterrada en su propia tumba pero ambas sepulturas forman un único conjunto. Un camino de piedra de 6–14 m de ancho une la entrada de la tumba de Dou Wan con la de su marido.

### Ajuar

Lámpara de bronce dorado en forma de sirvienta sosteniendo una, 50 cm de alto. Ingeniosamente diseñada, el humo quedaba dentro del cuerpo a través de la manga y la pantalla deslizante permitía regular el grado de luminosidad.

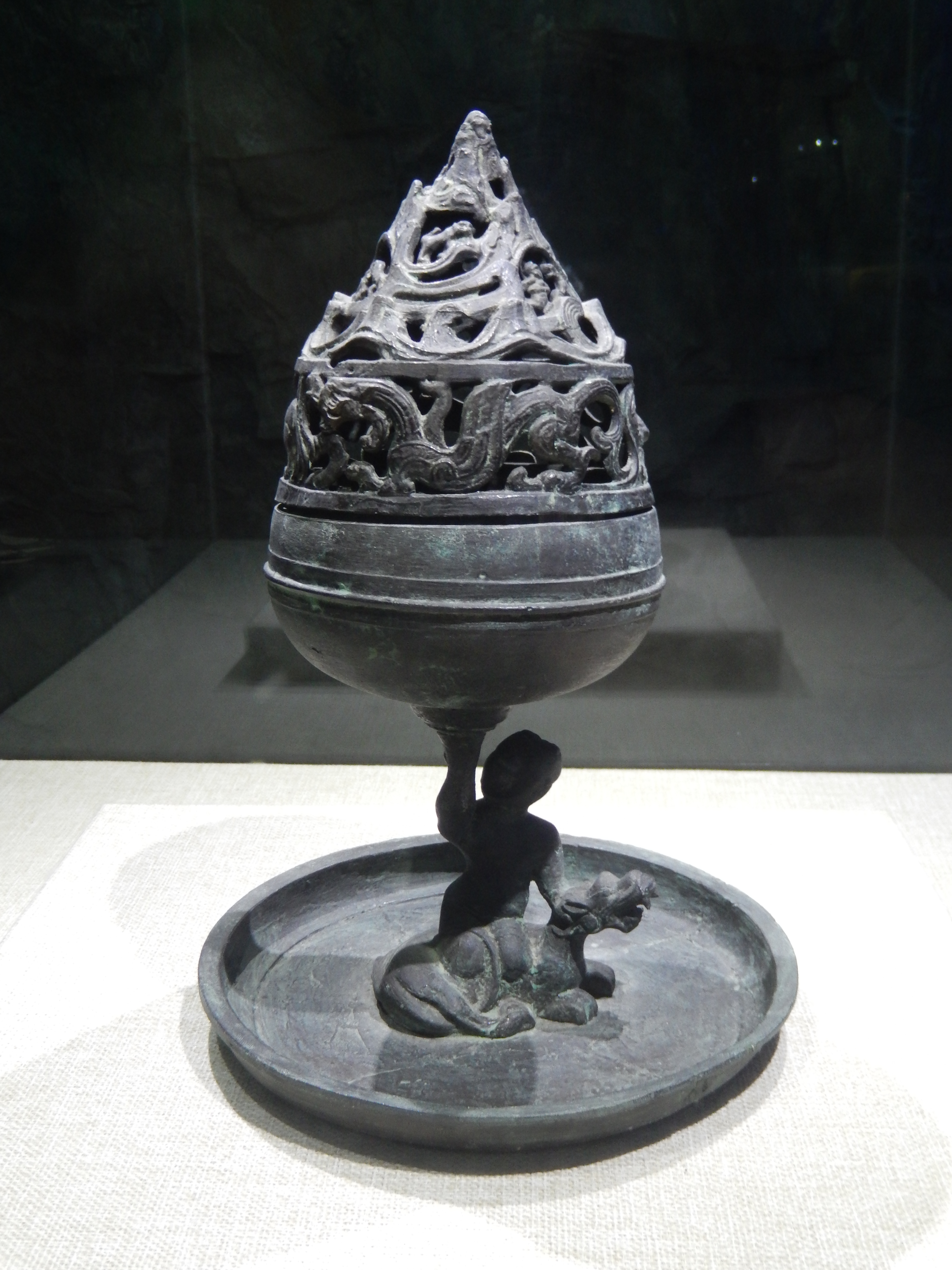
Pebetero de bronce.

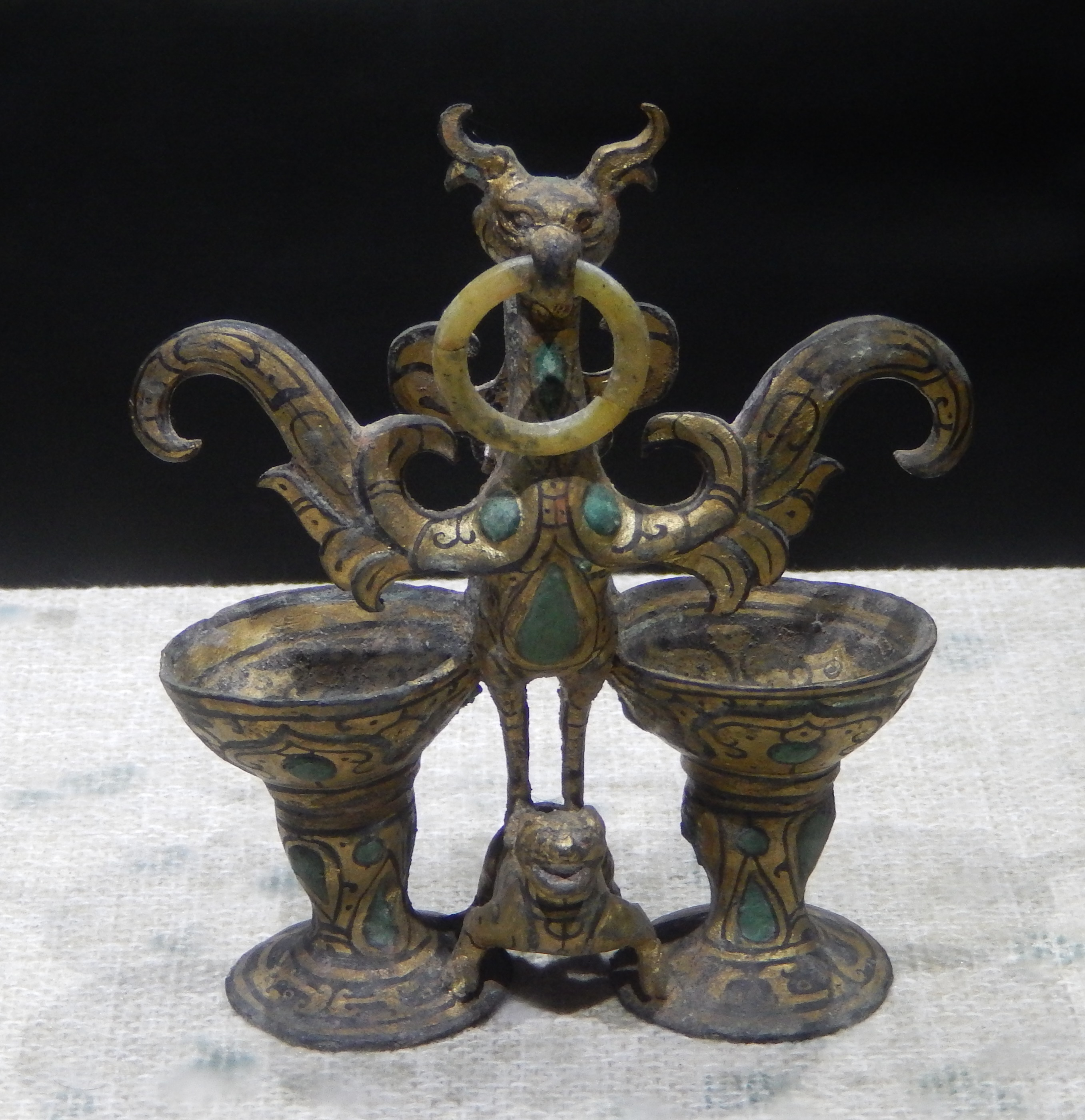
Pájaro de bronce con anillo en el pico y dos copas.

El cuerpo de Dou Wan estaba embutido dentro de un traje funerario de jade construido con 2.160 placas de jade unidas con hilo de oro. El traje estaba elaborado intrincadamente para adaptarse al cuerpo, y la parte de la cabeza tiene placas talladas representando ojos, orejas, nariz y boca.

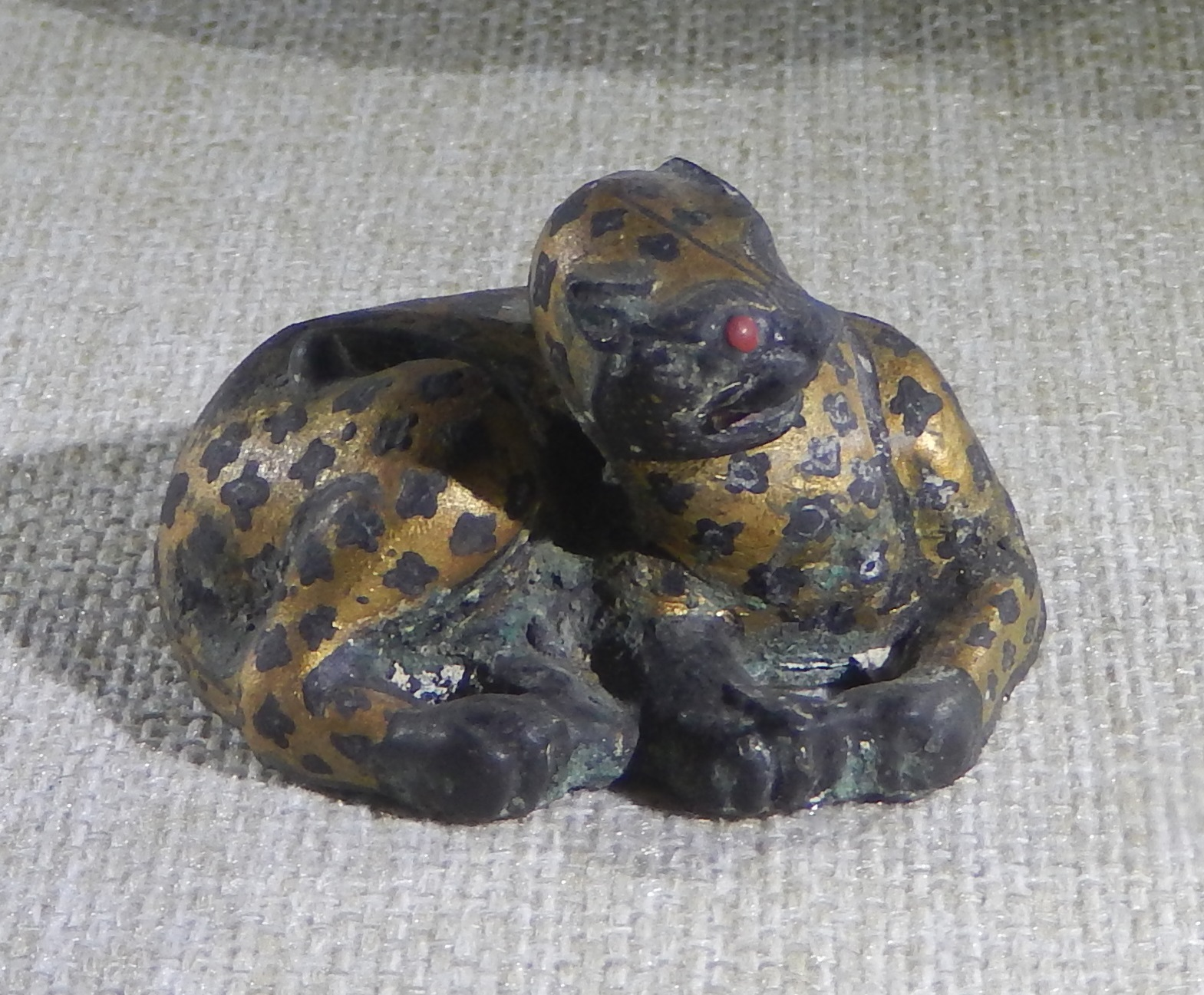
Leopardo de bronce con incrustaciones de oro.

El suyo y el de su marido fueron los primeros trajes funerarios de jade descubiertos por los arqueólogos. Estos trajes buscaban expresamente proteger el alma de la carne. En la religión tradicional y filosofía chinas, se creía que cada ser humano poseía dos almas: un alma de la carne que regía las funciones corporales (po) y un alma del aliento o espíritu vital (hun). El alma del aliento al momento de la muerte, abandonaba el cuerpo escapando por la cabeza e iniciaba el viaje a la otra vida, mientras el alma de la carne se mantenía dentro del cuerpo. Para impedir su desaparición, se colocaban amuletos de jade en las tumbas y, finalmente, elaboradas y costosas mortajas exclusivas de la realeza y la nobleza. El jade era una piedra muy apreciada desde el neolítico en China y se le atribuían propiedades mágicas relacionadas con la conservación y la inmortalidad. 
Irónicamente, el tiempo y la humedad no han dejado más que los esqueletos dentro de las armaduras de jade, mientras que una contemporánea, la momia de la Dama Dai (217‑168 a. C.), enterrada en un terreno colmatado con carbón y caolín, dentro de varios féretros de ciprés, todo lo cual tiene cualidades antibactericidas, y envuelta en metros de seda, es una de las momias mejor conservadas de toda la antigüedad.